# Heterorhina elegans
Espèce
Synonymes
- Cetonia elegans Fabricius, 1781
- Heterorhina elegans (Fabricius, 1781)
- Cetonia aeruginea Herbst, 1786
- Heterorrhina anthracina Westwood, 1848
- Coryphocera coxalis Blanchard, 1850
- Cetonia cuprea Herbst, 1790 nec Fabricius, 1775
- Coryphe cyanoptera Westwood, 1842
- Gnathocera feisthamel Gory & Percheron, 1833
- Coryphocera fulgidissima Kannegieter, 1891

Heterorrhina elegans est une espèce de coléoptères de la famille des Scarabaeidae, de la sous-famille des Cetoniinae, de la tribu des Goliathini et de la sous-tribu des Coryphocerina. Elle est trouvée en Birmanie, en Inde et au Sri Lanka.
Il s'agit de l'espèce-type de son genre (sous le nom Cetonia elegans Fabricius, 1781).